# Väljarregistrering i USA

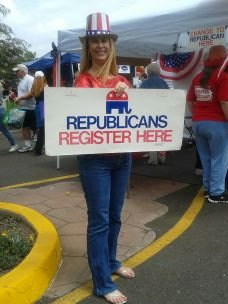
Väljarregistrering för Republikaner, 2013.

Väljarregistrering i USA är obligatorisk för allmänna val i de flesta delstater, kommuner och städer. De grundläggande kraven för att få rösta i USA är överstatliga och samma för alla stater. För rösträtt krävs amerikanskt medborgarskap, en ålder av minst 18 år och att vara bosatt i den stat som röstningen sker. På lokal nivå beslutas hur medborgare ska komma med i röstlängden, och i de flesta stater måste medborgaren registrera sig före valet för att visa sin behörighet rösta. Det motiveras med att det stärker valsäkerheten och de röstandes integritet som visar på ett engagemang från väljaren. Det kritiseras, oftast av representanter för Demokratiska partiet, för att missgynna vissa väljargrupper.
Krav på registrering i amerikanska val infördes först i Massachusetts år 1800. North Dakota är, år 2020, den enda staten som inte har några krav på registrering utan förlitar sig på andra officiella register för att visa röstberättigande.
Vid registreringen anges ibland partibeteckningen som Republikan, Demokrat eller oberoende. Det kan anges frivilligt eller anges därför att man tar hjälp av valarbetare från organisationer som företräder något parti för att registrera sin röst. Angivandet av partibeteckningen ger rätt att rösta i primärval på kandidater som ska företräda partiet och ligger delvis till grund för opinionsmätningar men utgör inget krav att rösta på det angivna partiet i valet.
Röstregistrering infördes i Massachusetts år 1800 för att inskränka rösträtten för immigranter, i synnerhet de som anlände till USA för att sedan fortsätta migrationen via delstaten. Man menade att dessa väljare saknade kunskapen och intresset för lokala förhållanden och att detta ökade risken för att rösterna var köpta. Med registrering i god tid före valet försvårades otillbörlig röstvärvning eftersom de skulle vara borta före valet eller hade hunnit etablera sig och den skulle också försvåra annat valfusk. Kritikerna mot registrering menar att syftet egentligen är att utgöra hinder mot röstdeltagande och hålla USA:s valdeltagande nere. Några stater följde efter de följande åren, flera av dem i New England, men det fanns ingen statlig reglering, utan regleringen skedde på regional och lokal nivå. Lagarna motiverades med att förhindra valfusk, och en del av lagarna gjordes för att förhindra vissa röstande. De skulle förhindra städernas inflytande, och därför krävde vissa stater bara registrering för valdeltagande i storstäderna. Motståndare menade att röstberättigandet tvärtom främjade fusk, och att registrerade röstberättigade helt enkelt togs bort från röstlängden och därför inte fick avlägga någon röst när de kom till vallokalen.
Efter amerikanska inbördeskriget växte städerna på grund både av urbanisering och en ökad immigration, vilket ledde till att fler stater införde krav på registrering inför val. Enligt historikern Alex Keysarr menar många att målet var att förhindra färgade att rösta. De hade tidigare varit förhindrade att rösta, för att de var slavar eller på grund av sin hudfärg. I New York år 1908 tilläts registrering bara på lördagar, den judiska vilodagen och under den judiska högtiden Jom Kippur. Det gjordes för att försvåra för judar att rösta, som man menade röstade mer socialistiskt.
Vid tiden för första världskriget hade de flesta delstater reglerad väljarregistrering, men det fortsatte att skapa kontroverser. År 1965 instiftades den federala rösträttslagen Voting Rights Act of 1965 som syftade att förhindra diskriminering av framförallt färgades rättigheter och behörighet i Sydstaterna. Fortfarande ses kravet på registrering som en av många barriärer för att försvåra röstningen.
År 1993 infördes ett tillägg till rösträttslagen från 1965 kallad "motor voter registration act" av Bill Clinton, i vilken det krävs att personer som ska hämta ut sitt körkort ska erbjudas att registrera sig för röstning.
Inför presidentvalet 2016 var det möjligt att registrera sig över internet i 31 delstater. Normalt krävs ett personnummer, som också måste ansökas för i USA, och inte sällan speciella ID-kort, som kan vara kostsamma och besvärliga att skaffa. Registringen kan stänga ett halvår före valdagen och är bara giltig för det county den röstande är bosatt i vid registreringen, och tryckfel kan göra registeringen ogiltig. I presidentvalet 2012 var var åttonde registrering ogiltig, och röstande med sådan nekades, om de kom till valurnorna.